# Parafia św. Katarzyny Aleksandryjskiej w Babicach
Parafia św. Katarzyny Aleksandryjskiej w Babicach – parafia rzymskokatolicka znajdująca się w Babicach. Należy do dekanatu Kietrz diecezji opolskiej.
Parafię obsługuje proboszcz parafii św. Michała Archanioła w Dziećmarowie.
W 1633 r. notowana jako lokalia. W 1828 r. Babice stały się, po dołączeniu Bernacic, samodzielną parafią. Parafia należała do 1945 roku do diecezji ołomunieckiej, znajdując się na terenie tzw. dystryktu kietrzańskiego, który do diecezji opolskiej został włączony w 1972.